# Восточная Фракия
Восто́чная Фра́кия (тур. Doğu Trakya — Догу Тракья, греч. Ανατολική Θράκη — Анатолики Траки, болг. Източна Тракия) — восточная часть крупной историко-культурной области Фракия, которая по Бухарестскому мирному договору 1913 года осталась в составе Османской империи. Позднее вошла в состав Греции в 1920—1922 годах (см.: Севрский мирный договор), и окончательно передана теперь уже новой республике Турция (см.: Лозаннский мирный договор). Западная Фракия отошла к Греции, а Северная, больше известная как Восточная Румелия, осталась частью Болгарии. В настоящее время Восточная Фракия представляет собой единственное европейское владение Турции, составляющее порядка 5 % площади этого государства. На территории Восточной Фракии расположены следующие турецкие илы: Кыркларели (центр Кыркларели), Текирдаг (центр Текирдаг, или Родосто) и Эдирне (центр Эдирне, или Адрианополь), а также европейские части вилайетов Стамбул и Чанаккале, включая остров Гёкчеада (ранее Имброс).

## Современная характеристика
| Провинция                               | Площадь (км²) | Население (2000, перепись) | Плотность населения (на км²) |
| --------------------------------------- | ------------- | -------------------------- | ---------------------------- |
| Районы ранее в составе вилайета Эдирне: |               |                            |                              |
| - Эдирне                                | 6241          | 402 606                    | 64,5                         |
| - Кыркларели                            | 6550          | 328 461                    | 50,1                         |
| - Текирдаг                              | 6218          | 623 591                    | 95,2                         |
| - Всего                                 | 19 009        | 1 354 658                  | 71,2                         |
| Стамбул (Европейская часть)             | 3222          | 6 541 593                  |                              |
| Чанаккале (Европейская часть)           | 1580          | 65 030                     |                              |
| Итого                                   | 23 764        | 7 920 015                  |                              |

## История

### Хронология завоевания Восточной Фракии османами
- 1345: первое организованное вторжение османов в Европу
- 1349: второе организованное вторжение османов в Европу
- 1352: завоевание Цымпи (Чимпе)
- 1354: завоевание Галлиполи
- 1354—1356: завоевание Родосто (Текирдаг) и Цоруллума (Чорлу)
- 1359: временный захват Дидимотихона
- 1361: окончательный захват Дидимотихона
- 1365: завоевание Адрианополя (точная дата неизвестна) и Пловдивa[4]

## Климат
Восточная Фракия имеет гибридный средиземноморский/влажный субтропический климат на побережье Эгейского и Мраморного морей, океанический климат на побережье Черного моря и влажный континентальный климат во внутренних районах. Лето от тёплого до жаркого, влажное и умеренно сухое, а зима холодная и влажная, а иногда и снежная. Прибрежный климат поддерживает относительно умеренные температуры

## Население и этнография
Население Восточной Фракии, как и Фракии вообще, в Средние века было преимущественно греко-славянским, хотя с конца VII века греческое влияние в регионе постепенно ослабевало и славяне численно преобладали практически во всех внутренних регионах области, составляя и значительную долю населения городов, в особенности Адрианополя. После захвата Константинополя в 1204 году, болгары становятся важной этнической группой региона. После турецких нашествий XIV—XV веков к ним добавился и мощный тюркский элемент, постепенно наращивавший своё присутствие в регионе в первую очередь путём ассимиляции греков и болгар. В настоящее время население Восточной Фракии представлено турками, имеется значительная исламизированная цыганская община. Значительные в начале XX века греческое и болгарское меньшинства резко сократились. При этом значительное количество тюркско-мусульманских меньшинств сохраняется в соседних регионах Греции и Болгарии.

## Достопримечательности
Некоторые туристические достопримечательности включают музей Эдирне, комплекс музея здоровья султана Баязида II, памятник и музей Лозаннского договора, музей Кыркларели и дворец Эдирне. Есть несколько исторических религиозных зданий, таких как мечеть Селимие, мечеть Юч Шерефели, Старая мечеть, мечеть Мурадие и Большая синагога Эдирне. Есть также исторические мосты, такие как мост Фатих, мост Мерич и мост Узункёпрю.
К природным достопримечательностям относятся национальный парк озера Гала, национальный парк пойменных лесов Игнеада, природный заповедник озера Сака и пещера Дупниса.